# 印度卷管螺
印度卷管螺（学名：Lophiotoma indica），是新腹足目卷管螺科黑点卷管螺属的一种。主要分布于印度尼西亚、台湾，常栖息在浅海的沙底、沿岸。其种加词“indica”意为“印度的”。